# Compsenia furvizona
Compsenia furvizona là một loài bướm đêm trong họ Noctuidae.